# Selbstausdünnung
Selbstausdünnung bezeichnet einen Zusammenhang zwischen der Anzahl der Pflanzen, insbesondere langlebigen und großen Pflanzen wie Waldbäumen, ihren Dimensionen (Wuchshöhe und Durchmesser) und damit ihrer Biomasse pro Grundfläche des bewachsenen Standorts. Je nach Größe der Pflanze ist nur eine bestimmte Höchstzahl pro Fläche möglich. Liegt die Dichte der Pflanzen anfänglich höher als diese, sterben die „überzähligen“ Pflanzen ab. Dies geschieht zum Beispiel in Wäldern, wenn Jungbestände, entstanden aus Keimlingen oder durch dicht gepflanzte Setzlinge, heranwachsen und die Einzelbäume so an Größe zunehmen. Die anfänglich hohe Dichte vermindert sich durch Selbstausdünnung von selbst. Es handelt sich um eine Auswirkung der inter- bzw. intraspezifischen Konkurrenz, je nachdem, ob die umgebenden Pflanzen derselben oder einer anderen Art angehören. Je größer die Bäume werden, desto weniger von ihnen können auf einer bestimmten Fläche wachsen. Obwohl der Vorgang wohl universell ist, sind praktische Konsequenzen daraus vor allem für Baumarten in Wäldern von Bedeutung.
Der Begriff der „Selbst-“Ausdünnung wurde eingeführt, um den natürlichen Vorgang von der Durchforstung, als waldbaulicher Pflegemaßnahme, zu unterscheiden. Auch ohne Durchforstung durch Förster laufen also Vorgänge mit ähnlicher Konsequenz spontan, von selbst, ab. Einige Autoren sprechen deshalb sogar von Selbstdurchforstung.

## Grundlagen
Die Vorgänge in heranwachsenden Wäldern werden seit über 100 Jahren untersucht. Die folgende Darstellung beruht auf Zusammenfassungen des Forschungsstands durch Philip West und Hans Pretzsch
Phase 1: Bäume wachsen wie alle Pflanzen, in dem sie über ihre Blätter Photosynthese betreiben. Ihre Wachstumsrate ist daher von der Fläche ihrer Laubblätter abhängig, die belichtet werden können. Der Zusammenhang wird über den Blattflächenindex gemessen. Zum Wachsen benötigen die Bäume zudem Wasser und Nährstoffe, die sie über Feinwurzeln aus der Bodenlösung aufnehmen. Ein Baum kann nicht mehr Blätter ausbilden, wie er über sein Wurzelwerk versorgen kann. Der Zuwachs hängt also neben der Blattfläche am Umfang des Feinwurzelsystems, real angenähert über das Volumen des durchwurzelten Bodens. Wachsen Sämlinge von Waldbäumen ohne benachbarte ältere Pflanzen heran, ist das Wachstum jedes einzelnen von ihnen zunächst völlig unabhängig von seinen Nachbarn. Jede Pflanze kann unter Idealbedingungen mit einer artspezifisch verschiedenen maximalen Wachstumsrate an Größe zulegen. Diese wird, je nach Standort, durch das lokale Wasser- oder Nährstoffangebot gebremst, dies aber für jeden Sämling in gleicher Weise.
Phase 2: Wenn die Kronen und Wurzelsysteme der Jungpflanzen heranwachsen und an Größe zunehmen, ist irgendwann der Punkt erreicht, wo diejenigen benachbarter Jungpflanzen miteinander in Kontakt geraten. Von diesem Zeitpunkt an machen sie sich untereinander Konkurrenz um Licht, Wasser und Nährstoffe, ihr Wachstum wird dadurch verlangsamt. Über Beobachtung und Experimente haben Pflanzenökologen herausgefunden, dass sowohl der Blattflächenindex wie die Feinwurzelmasse zu diesem Zeitpunkt bereits den maximal möglichen Wert erreichen. Auch wenn die Jungbäumchen schließlich, über Jahrhunderte, zu Urwaldriesen heranwachsen, nimmt weder ihre Blattfläche (pro Quadratmeter Waldboden, nicht pro Einzelpflanze!) noch die Biomasse der Feinwurzeln pro Quadratmeter Boden noch zu. Da sowohl Blätter wie Feinwurzeln relativ kurzlebig sind und meist binnen eines Jahres vollständig ersetzt wird, bleibt die lebende Biomasse, die jedes Jahr zuwächst, konstant und nimmt nicht mehr weiter zu. Das Wachstum der Bäume beruht auf der Akkumulation von Holz, in Stämmen, Ästen und Grobwurzeln. Holz wird vom Kambium des lebenden Baums jährlich neu gebildet, es ist im funktionalen Zustand auch am lebenden Baum aus toten und abgestorbenen Zellen aufgebaut. Der Holzvorrat gehört also zur lebenden Pflanze, aber nicht zur lebenden Biomasse. Durch die lebenden Anteile dieses Stützgewebes nimmt der Zuwachs des Waldes sogar vom Zeitpunkt des Kronenschlusses von dem dann maximalen Wert im älteren Bestand etwas ab, reguliert sich dann aber schnell auf einen konstanten Wert ein. Außerdem sind auch die Blätter älterer Bäume tendenziell stabiler und dicker, wodurch bei konstantem Blattflächenindex die dafür notwendige Biomasse zunimmt.
Zum Zeitpunkt des Kronenschlusses sind die verschiedenen benachbarten Jungbäume, wegen geringfügiger Inhomogenitäten des Standorts, durch zufällige Einflüsse oder einfach wegen genetisch unterschiedlicher Wuchsrate nicht völlig homogen. Einzelne werden ein wenig größer sein als andere, einige sind ein wenig im Wachstum zurückgeblieben. Dadurch ist neben, der, immer noch überwiegenden, symmetrischen Konkurrenz benachbarter Bäume eine asymmetrische Komponente gegeben: Die größeren Bäume können ihre schwächeren Nachbarn überwachsen und ihnen Licht wegnehmen. Die anfänglichen Unterschiede verstärken sich dadurch von selbst: Die Konkurrenzkraft der überwachsenen, kleineren Bäumchen nimmt immer mehr ab. Meist können sie noch eine relativ lange Zeit als überschirmte, kümmernde Bäumchen durchhalten. Schließlich werden sie aber absterben. Für die erfolgreichen, größeren Bäume bedeutet dies, dass ihnen die Ressourcen, die vorher ihre schwächeren Nachbarn beansprucht haben, nun selbst ganz zur Verfügung stehen. Lücken im Bestandsdach oder nicht durchwurzelter Boden werden von benachbarten Bäumen übernommen. Der gesamte Blattflächenindex und die gesamte Feinwurzelmasse bleiben dadurch konstant, indem die stärkeren Bäume die Anteile der schwächeren Nachbarn übernehmen. Diese Phase entspricht der Selbstausdünnung. Der Holzvorrat des Bestands insgesamt erreicht in dieser Phase sein Maximum. Später sinkt er ab, weil tote Bäume ausscheiden und als Totholz nicht mehr zur Biomasse des lebenden Bestands beitragen. Dieser Ausfall wird nicht vollständig durch den stärkeren Zuwachs der herrschenden Bäume kompensiert.
Phase 3: Durch das Absterben schwächerer, überwachsener Bäume nimmt der Konkurrenznachteil der schwächeren Bäume, die bis jetzt durchhalten konnten, schließlich wieder ab. Die größten Bäume können nicht mehr den gesamten Wurzel- und Kronenraum für sich monopolisieren, wenn die Lücken zwischen ihnen größer werden. Die schwächeren Bäume können nun aufholen. Der Bestand wird wieder homogener. Eine Phase 4, in der sich die Verhältnisse umdrehen, so dass nun die schwächeren Bäume des Unterstands proportional schneller wachsen als ihre herrschenden Nachbarn, ist nicht immer gegeben und wird im Wirtschaftswald, durch die Ernte der Baumstämme, nie erreicht. In der Phase 3 kommt also die Selbstausdünnung zu ihrem Abschluss, sie schreitet jenseits eines bestimmten Bestandsalters nicht mehr weiter fort.

## Quantifizierung
Das so etwas wie eine Selbstausdünnung existieren muss, ist an sich mehr oder weniger trivial. Es ergibt sich schon daraus, dass ältere Wälder immer aus weniger Baum-Individuen bestehen als jüngere, auch wenn in beiden Kronenschluss gegeben ist, d. h. die gesamte Grundfläche von Blättern überschirmt wird. Pflanzenökologen und Forstpraktiker sind daran interessiert, die Vorgänge auch zu quantifizieren. Dabei sind verschiedene Formeln in Gebrauch.

### Bestandsdichteregel nach Reineke
Der Erste, der die Zusammenhänge mathematisch beschrieb, war der amerikanische Forstwissenschaftler Lester Henry Reineke, der 1933 die Bestandsdichteregel (Stand Density Index) einführte. Sie beschreibt den Zusammenhang zwischen Mitteldurchmesser (im deutschen Forstwesen wird meist der Brusthöhendurchmesser herangezogen) und Zahl der Bäume pro Fläche, in geschlossenen (voll bestockten), unbewirtschafteten Naturwäldern. Demnach gilt für die Baumzahl N: log10N = a-1.605(log10D), mit N als Baumzahl pro Fläche und D dem Stammdurchmesser. a ist eine Konstante, die vom Standort und dessen Produktivität abhängt. Im doppelt-logarithmischen Koordinatensystem Baumzahl gegen Mitteldurchmesser aufgetragen, ergibt sich eine Gerade mit der Steigung -1,605 („Selbstdurchforstungslinie“). Dieser Wert konnte seitdem in zahlreichen Kontrollen bestätigt werden. Die Gerade markiert den maximal möglichen Wert der Stammzahl für Bäume des jeweiligen Stammdurchmessers. Trägt man das Wachstum eines realen Bestands über die Zeit auf, ergibt sich zunächst eine mehr oder weniger konstante Baumzahl, die beim Erreichen des Schwellenwerts auf die Gerade mit abnehmender Stammzahl abknickt. Bestände höherer Stammzahl existieren nicht und können vermutlich nicht existieren. Dies wurde auch in Fichten-, Kiefern-, Buchen- und Eichenwäldern Deutschlands so bestätigt.

### Selbstdifferenzierungsregel nach Yoda et al.
Unabhängig von Reineke untersuchte eine Arbeitsgruppe um den japanischen Pflanzenökologen Kyoji Yoda das Wachstum einer Reihe von (krautigen) Pflanzenarten die Zunahme des Gewichts der Pflanzen, abhängig von deren Dichte. Sie kamen auf einen Zusammenhang, für den sie universelle Geltung beanspruchten: log W = log c  - 1,5 * log n, mit W: Biomasse pro Pflanzenindividuum, n: Individuendichte (Anzahl der Individuen pro Flächeneinheit), c: standortabhängiger Proportionalitätsfaktor. Wieder ergibt sich beim doppelt logarithmischen Auftrag, diesmal der Individuendichte gegen deren Biomasse, eine Gerade, diesmal mit der Steigung minus 1,5, oder in ursprünglicher Schreibweise, 3/2. Dieser Zusammenhang, von manchen anfangs als „Yodas Gesetz“ (Yoda´s law) bezeichnet, galt manchen Pflanzenökologen als eine der wichtigsten Entdeckungen ihres Fachs überhaupt. Sie hat unter anderem zur Folge, dass es nicht möglich ist, den Ertrag einer Pflanze unbegrenzt zu steigern, indem man die Saatdichte erhöht oder den Pflanzabstand verringert. Ab dem Schwellenwert wird der höhere Ertrag durch mehr Pflanzen durch den verminderten Ertrag pro Pflanze aufgefressen.
In den vergangenen Jahren gab es innerhalb des Fachs aber eine erbittert geführte Kontroverse, nicht so sehr um den Zusammenhang überhaupt, sondern um die universelle Gültigkeit des Faktors 3/2. In einem Review durch den Pflanzenökologen Eville Gorham 1979 wurde der Wert bei einer ganzen Reihe krautiger und holziger Pflanzenarten empirisch bestätigt. Anders ausgedrückt, sagt die Formel voraus, dass dann, wenn die Anzahl der Pflanzen um 1 % erhöht wird, sich ihre individuelle Biomasse um 1,5 % (3/2) vermindert. Da die Dichte von Biomasse mehr oder weniger konstant ist, ist derselbe Zusammenhang auch für ihr Volumen anwendbar. Von anderen Fachleute wurden andere Faktoren vorgeschlagen, etwa 3/4 durch Philip West. Alle gemessenen Werte liegen in einem Wertebereich zwischen 4/3 und 3/2, alle Korrekturterme, die seither vorgeschlagen wurden, ergeben also einen höheren Wert (eine steilere Gerade) als im Ursprungsmodell von Yoda und Kollegen.
Die Regel wurde für Einart-Bestände aufgestellt. Sie gilt aber genauso für gemischte Bestände, etwa Wälder aus mehreren Baumarten. Hier ergibt sich aufgrund der unterschiedlichen Wuchsstrategien der Einzelarten tendenziell ein etwas höherer, aber ebenso konstanter Wert. Dieser ist im Einzelnen von den beteiligten Baumarten abhängig.

## Anwendung in der forstlichen Praxis
Die Regeln von Reineke und Yoda ergeben sich über Allometrie aus der begrenzten, einen festen Wert annähernden Wachstumsrate pro Fläche (constant final yield). Die zahlreichen etwas abweichenden Werte in späteren Untersuchungen zeigen auf, dass die ursprünglichen Faktoren von Reineke und Yoda nur mit Vorsicht verwendbar sind. Obwohl der Zusammenhang dahinter immer bestätigt wurde, sind die konkreten Zahlenwerte der Faktoren strittig. Dabei können auch kleine Abweichungen, die der doppelt-logarithmischen Auftragung kaum erkennbar sind, recht drastische Abweichungen in der Praxis bewirken.
Generell wird in der forstlichen Praxis davon abgeraten, in Beständen auf die Selbstausdünnung zu setzen, und stattdessen Durchforstungen angeraten. Grund ist, dass gleichaltrig begründete Bestände, auch aus mehreren Baumarten, bei Individuenverminderung nur durch Selbstausdünnung zu äußerst dichten Beständen mit sehr hoher Stammzahl heranwachsen. Dadurch sind die individuellen Bäume dünner, insbesondere mit kleiner und schmaler Krone. Solche Bestände haben zwar einen ebenso hohen Holzvorrat wie solche aus weniger, aber dickeren Stämmen, dieses ist aufgrund des geringen Durchmessers der Stämme aber weniger wertvoll. Außerdem neigen sie dazu, bei Katastrophenereignissen, wie etwa Stürmen oder Dürrejahren, weniger stabil zu sein. Gelegentlich stirbt der gesamte Bestand schon in relativ geringem Lebensalter der Individuen ab, öfter er wird komplett vom Sturm geworfen, sobald durch den Fall weniger Bäume eine Lücke entstanden ist. Beim Blick nur von außen wirken die Bestände oft wüchsiger, als sie sind, da die am Rand stehenden Bäume mehr Platz hatten und so kräftiger gewachsen sind als die im Bestandsinneren.